# عملیات سقوط
عملیات سقوط عملیات طراحی شده متفقین برای حمله به امپراتوری ژاپن بود که پس از محاصره ژاپن و بمباران اتمی هیروشیما و ناگاساکی این عملیات لغو شد.

## نقشه عملیات
این عملیات دو بخش داشت: عملیات المپیک و عملیات کورونت. قرار بود در ماه نوامبر سال ۱۹۴۵، عملیات المپیک سوم قرار بود ثلث جنوبی‌ترین جزیره اصلی ژاپن، کیوشو، را به تصرف درآورد که جزیره به تازگی تسخیر شده اوکیناوا به عنوان منطقه حمایت استفاده شود. در اوایل سال ۱۹۴۶ قرار بود عملیات کورونت، حمله برنامه‌ریزی شده به دشت کانتو، در نزدیکی توکیو، در جزیره اصلی هونشوی ژاپن انجام شود. پایگاه‌های هوایی موجود در کیشوی که در عملیات المپیک تسخیر شده بودند، اجازه پشتیبانی هوایی زمینی-پایه برای عملیات کورونت را می‌دادند. اگر این عملیات رخ داده بود، این بزرگترین عملیات آبی-خاکی در تاریخ می‌شد.